# Río Valdehornos
El río Valdehornos es un río del centro de la península ibérica perteneciente a la cuenca hidrográfica del Guadiana, que discurre por el oeste de la provincia de Ciudad Real (España).

## Curso
La cabecera del río Valdehornos está formada por varios arroyos que descienden desde las sierras de la Celada, del Pedrozón y de la cuerda de Miraflores, entre los términos municipales de Alcoba y Navalpino. Discurre en sentido norte-sur principalmente a lo largo de unos 22 km hasta su desembocadura en el río Guadiana, poco después de recibir por su margen izquierda a su principal afluente, el río San Marcos. 